# Pracejovice
Pracejovice falu és önkormányzat (obec) Csehország Dél-csehországi kerületének Strakonicei járásában. Területe 8 km², lakosainak száma 318 (2008. 12. 31). A falu Strakonicétől mintegy 4 km-re nyugatra, České Budějovicétől 55 km-re északnyugatra, és Prágától 106 km-re délnyugatra fekszik.
A település első írásos említése 1308-ből származik.

## Az önkormányzathoz tartozó települések
- Pracejovice
- Makarov

## Népesség
A település népessége az elmúlt években az alábbi módon változott:
| Lakosok száma | 386  | 373  | 371  | 292  | 294  | 305  | 325  | 324  | 324  | 325  |
|               | 1869 | 1890 | 1921 | 1950 | 1980 | 2001 | 2017 | 2019 | 2022 | 2024 |